# 米澤蓮
米澤 蓮（よねざわ れん、1999年7月23日 - ）は、岩手県出身の日本のプロゴルファー。ティ.エム.プラテック所属。

## 経歴
テレビのゴルフ中継を見て興味を持ち、小学校時代のある休日に家族でニトリに買い物に行くも、開店時間を1時間間違え、早く着いてしまうが、その隣にあったのがゴルフ練習場で、「ボクもやってみたい」のひと言がゴルフとの出合い。ほぼ独学で腕を上げて小学生時代から多くの大会で優勝してきた。『東北ジュニア』は各カテゴリーで計5勝、盛岡中央高等学校時代は『東北高校選手権』を3連覇した。東北福祉大学に進んだ2018年からはナショナルチームでも活躍。2018年、インドネシアで開催された『第18回アジア競技大会ゴルフ競技』の団体で金谷拓実、今野大喜、中島啓太と共に5大会20年ぶりの日本チーム金メダルを獲得。金谷、今野、大澤和也とのチームで挑んだ『第18回ネイバーズトロフィーチーム選手権』では日本チームに初の2連覇をもたらす。プロの試合でも存在感を示し、2019年の『アジアパシフィックオープン』では15位から68をマークして猛追。優勝した浅地洋佑には1打及ばなかったが2位に食い込むなど、アマチュアとしてプロの試合に13試合出場して予選落ちがわずかに1試合という成績を残す。
2021年のファイナルQTを55位で終えた時点でプロ転向。しかし2022年シーズンは「パットでどこに構えているかも分からなくなった」と、イップスと呼ばれる症状に悩まされる。オフの2023年春にアマ時代に所属したナショナルチームのジョーンズ・コーチのつてを頼って、豪州ツアーに挑戦し、初戦の8位を皮切りに、計4戦に出場しながら「パターを変えたり、打ち方を変えたり。試合で試せたのが一番」と、改善の兆し見せる。2023年は『カシオワールドオープン』で惜しくも1打及ばず初優勝は持ち越しとなったほか『パナソニックオープンゴルフチャンピオンシップ』でも2位となる。
2024年5月、『中日クラウンズ』で最終日2打差の3位タイからスタートして6バーディー、1ボギーの65で回り、通算13アンダーでツアー初優勝を飾り、岩手県出身選手で初の男子ツアー優勝者となった。同年8月の『横浜ミナト Championship 〜Fujiki Centennial〜』で最終日を2打差の2位で出て、7バーディー、ノーボギーの64をマークし逆転優勝で今季2勝目を挙げた。

## 優勝歴

### 日本ツアー
| No. | 日時               | 大会                                          | 優勝スコア            | 打差  | 2位          |
| --- | ------------------ | --------------------------------------------- | --------------------- | ----- | ------------ |
| 1   | 2024年5月2日- 5日  | 中日クラウンズ                                | −13 (68-67-67-65=267) | 1打差 | 片岡尚之     |
| 2   | 2024年8月8日- 11日 | 横浜ミナト Championship 〜Fujiki Centennial〜 | −22 (66-67-65-64=262) | 3打差 | 阿久津未来也 |